# Wilhelm Tunelli
Wilhelm Tunelli, ursprungligen Deppe, född 24 oktober 1867 i Stockholm, död 30 juli 1930 i Stockholm, var en svensk skådespelare och teaterdirektör.

## Biografi
Tunelli började sin teaterbana 1895 hos Carlbergska sällskapet och övergick därifrån till Hjalmar Selander. Tunelli blev engagerad vid gamla Dramatiska teatern i Stockholm 1905. Det sista fem åren medverkade han vid Klippans sommarteater där han bland annat spelade rollen som smedsmästaren i Kopparslagaregreven. Tunelli är begravd på Skogskyrkogården i Stockholm.

## Filmografi
- 1925 – Två konungar
- 1925 – Hennes lilla majestät
- 1925 – Ingmarsarvet
- 1926 – Ebberöds bank
- 1927 – En perfekt gentleman
- 1928 – Svarte Rudolf
- 1928 – Synd

## Teater

### Roller (ej komplett)
| År   | Roll            | Produktion                                                                               | Regi            | Teater                |
| ---- | --------------- | ---------------------------------------------------------------------------------------- | --------------- | --------------------- |
| 1905 | Paul Hofmeister | Reif von Reiflingen Gustav von Moser                                                     |                 | Dramatiska Teatern    |
| 1905 | Grumio          | Så tuktas en argbigga (The Taming of the Shrew) William Shakespeare                      |                 | Dramatiska Teatern    |
| 1906 | Värdshusvärden  | Minna von Barnhelm (Minna von Barnhelm, oder das Soldatenglück) Gotthold Ephraim Lessing |                 | Dramatiska Teatern    |
| 1907 | Medverkande     | Den förgyllda lergöken, revy Emil Norlander                                              |                 | Kristallsalongen      |
| 1918 | Medverkande     | Zick-zack, revy Svasse Bergqvist, Wilhelm Tunelli                                        | Wilhelm Tunelli | Mosebacke Revyteater  |
| 1920 | Lundström       | Andersson, Pettersson och Lundström Frans Hodell                                         |                 | Mindre Teatern        |
| 1922 |                 | Södergöken Uno Weilerz                                                                   | Wilhelm Tunelli | Söders friluftsteater |
| 1922 | Frithiof        | Anna-Lenas friare Gideon Wahlberg                                                        | Leopold Edin    | Söders friluftsteater |
| 1923 | Frithiof        | Anna-Lenas friare Gideon Wahlberg                                                        | Leopold Edin    | Söders friluftsteater |
| 1924 | Frithiof        | Anna-Lenas friare Gideon Wahlberg                                                        |                 | Pallas-Teatern        |
| 1924 | Frithiof        | Anna-Lenas friare Gideon Wahlberg                                                        | Leopold Edin    | Söders friluftsteater |
| 1924 |                 | Den gamla fiolens hemlighet Eugen Norrby                                                 |                 | Söders friluftsteater |
| 1926 |                 | Kärlekstokar och abborrkrokar! Hedvig Nenzén                                             |                 | Klippans sommarteater |
| 1927 |                 | För fulla segel Olof Sörby                                                               |                 | Klippans sommarteater |

### Regi (ej komplett)
| År   | Produktion      | Upphovsmän                        | Teater                |
| ---- | --------------- | --------------------------------- | --------------------- |
| 1918 | Zick-zack, revy | Svasse Bergqvist, Wilhelm Tunelli | Mosebacke Revyteater  |
| 1922 | Södergöken      | Uno Weilerz                       | Söders friluftsteater |